# Sinuk River
Der Sinuk River, auch Sinrock Creek, ist ein 83 Kilometer langer Zufluss des Beringmeers im Westen des US-Bundesstaats Alaska. 

## Verlauf
Der Sinuk River entspringt an der Nordwestflanke des 975 m hohen Tigaraha Mountains in den Kigluaik Mountains im Südwesten der Seward-Halbinsel. Er fließt in überwiegend südwestlicher Richtung und verläuft dabei entlang der westlichen Südflanke der Kigluaik Mountains. Nach 28 Kilometern trifft der Abfluss des Glacial Lakes von Norden kommend auf den Sinuk River. Nach etwa 35 Kilometern mündet der Stewart River, wichtigster Nebenfluss des Sinuk Rivers, von links in den Fluss. 29 Kilometer oberhalb der Mündung überquert der Nome–Teller Highway den Sinuk River. Schließlich mündet der Sinuk River 40 Kilometer westlich der Stadt Nome ins Meer. Das zwei Kilometer lange Ästuar wird von einer Nehrung vom Meer getrennt.
Das Einzugsgebiet des Sinuk River umfasst etwa 770 km².

## Name
Der Eskimo-Name des Flusses wurde vom United States Geological Survey (USGS) im Jahr 1900 vermerkt.